# Elsau (Zurich)
Pour les articles homonymes, voir Elsau.
Elsau est une commune suisse du canton de Zurich.
On peut y visiter l'église dont les 8 vitraux, verre et plomb, ont été réalisés en 1960 par le peintre de Winterthur, Robert Wehrlin.

Photo aérienne prise par Walter Mittelholzer (1918-1937).